# Sublime Text
Sublime Text – wieloplatformowy, rozbudowany i wysoce konfigurowalny edytor tekstu zorientowany dla programisty, napisany w językach C++ i Python.
Sublime Text można pobrać oraz używać za darmo, jednak w bezpłatnej wersji będzie wyświetlał się komunikat zachęcający do rejestracji pełnej wersji programu..

## Możliwości
Niektóre z wbudowanych funkcji edytora

### Interfejs użytkownika
- Podział okna
- Karty – otwieranie wielu plików równocześnie
- Minimapa – podgląd całego kodu źródłowego
- Edycja pełnoekranowa
- Podświetlanie składni w: C, C++, C#, CSS, D, Erlang, HTML, Groovy, Haskell, Java, JavaScript, LaTeX, Lisp, Lua, Markdown, Matlab, OCaml, Perl, PHP, Python, R, Ruby, SQL, Tcl, XML.
- Schematy kolorów
- Autozapis

### Edycja
- Multiselect i multiedit
- Edycja kolumnowa
- Szukanie i zastępowanie przy pomocy wyrażeń regularnych
- Zakładki
- Parowanie nawiasów
- Obsługa projektów

### Adaptacja
- Pełna możliwość redefinicji skrótów klawiszowych oraz menu
- Wtyczki

### Automatyzacja
- Makra
- Snippety
- Autouzupełnianie składni
- Powtarzanie ostatniej czynności
- Integracja z kompilatorem